# エディンバラ・ラグビー・スタジアム
エディンバラ・ラグビー・スタジアム（Edinburgh Rugby Stadium）は、スコットランドのエディンバラにあるラグビーユニオンのスタジアム。プロクラブであるエディンバラ・ラグビーの本拠地となる。家庭用発電システム販売のHiveが命名権を持ち「ハイブ・スタジアム（Hive Stadium）」ともいう。

## 概要
2021年2月16日、ラグビースコットランド代表の本拠地となるマレーフィールド・スタジアムの西隣に完成した。収容人数は7,800人。
- 北スタンド: 2,047人収容（メインスタンド）
- 南スタンド: 2,704人収容
- 東スタンド: 1,480人収容
- 西スタンド: 2,047人収容